# Паун Иванов
Паун Атанасов Иванов е български революционер, деец на Вътрешната македоно-одринска революционна организация и Вътрешната македонска революционна организация.

## Биография
Иванов е роден в 1876 година в кочанското село Саса, тогава в Османската империя, днес в Северна Македония. В 1900 година влиза във ВМОРО и до Балканската война в 1912 година е милиционер и четник в различни чети, навлизащи от България в Македония. Участва в голямото сражение с войска при откриването на четата на поручик Панчо Константинов в 1904 година.
След Първата световна война, от 1918 година до 1927 година е легален деец на възстановената ВМРО в Кралството на сърби, хървати и словенци. Действа като куриер, като пренася поща и храни и превежда четите на Организацията през границата с Царство България. В 1927 година властите научават за революционната му дейност и той бяга в Свободна България. Продължава да бъде презграничен куриер и четник. Действа с Владо Черноземски, с когото участва в сражение с югославски части. По-късно се прехвърля в четата на Евтим Полски. Занимава се с революционна дейност по собствените му думи до „освобождението и обединението“ на Македония с Царство България в 1941 година.
На 20 март 1943 година, като жител на Саса, подава молба за българска народна пенсия, която е одобрена и пенсията е отпусната от Министерския съвет на Царство България.